# Apertura Réti
|       |       |       |       |       |       |       |       |       |  |
|       | a8 rd | b8 nd | c8 bd | d8 qd | e8 kd | f8 bd | g8 nd | h8 rd |  |
| a7 pd | b7 pd | c7 pd | d7 pd | e7 pd | f7 pd | g7 pd | h7 pd |       |  |
| a6    | b6    | c6    | d6    | e6    | f6    | g6    | h6    |       |  |
| a5    | b5    | c5    | d5    | e5    | f5    | g5    | h5    |       |  |
| a4    | b4    | c4    | d4    | e4    | f4    | g4    | h4    |       |  |
| a3    | b3    | c3    | d3    | e3    | f3 nl | g3    | h3    |       |  |
| a2 pl | b2 pl | c2 pl | d2 pl | e2 pl | f2 pl | g2 pl | h2 pl |       |  |
| a1 rl | b1 nl | c1 bl | d1 ql | e1 kl | f1 bl | g1    | h1 rl |       |  |
|       |       |       |       |       |       |       |       |       |  |

La Apertura Zukertort-Réti es una apertura de ajedrez irregular. Se caracteriza por los movimientos (en notación algebraica):
1. Cf3 d5 2. c4
Réti consideraba que comenzar la partida con '1.e4' o '1.d4' era malo porque las negras podían igualar fácilmente la posición, por lo que creía que la mejor jugada era '1.Cf3'. Sus estudios sobre las aperturas se basaron, básicamente, en demostrar que '1.Cf3' era la mejor jugada para comenzar la partida. Por transposición puede desembocar en una defensa holandesa, una inglesa simétrica o una defensa Benoni, entre otras.
Esta apertura se hizo célebre cuando Réti derrotó a Capablanca en el torneo de 1924 celebrado en Nueva York. Se trata de la apertura favorita de los jugadores hipermodernos debido a su gran dinamismo.
La apertura Réti (ECO A04-A09) es fruto de los principios de la escuela hipermoderna de ajedrez y de los esfuerzos de Richard Réti y Johannes Zukertort. El principio fundamental es que todo peón central y avanzado es una debilidad que puede ser atacada. La idea es de gran profundidad. Se fundamenta en los aspectos dinámicos de las posiciones. Presiona el centro negro desde los flancos, desde la primera jugada. Se consigue un buen desarrollo, pero si las negras juegan con cuidado pueden igualar con cierta facilidad.
Línea principal
1.Cf3
1.Cf3 d5
2.c4
... d4
... dxc4
... dxc4 3.e3 Ae6
2.g3
... c5
... c5 3.Ag2
... c5 3.Ag2 Cc6 4.0-0 e6 5.d3 Cf6 6.Cbd2 Ae7 7.e4 0-0 8.Te1
... g6
... g6 3.Ag2 Ag7 4.0-0 e5 5.d3 Ce7
... Cf6 3.Ag2 c6 4.0-0 Ag4
... Ag4 3.Ag2 Cd7
2.d3
2.b4 Apertura polaca
2.e4
2.b3
1.Cf3 Cf6
2.g3 b5
2.g3 g6
3.b4
1.Cf3 f5
2.e4
... fxe4 3.Cg5 Gambito Lisitsin
2.d3 Cf6 3.e4
1.Cf3 d6
2.e4 Ag4
1.Cf3 g5